# دیزی فوئنتس
دیزی فوئنتس (اسپانیایی: Daisy Fuentes‎؛ زادهٔ ۱۷ نوامبر ۱۹۶۶) یک هنرپیشه، و مجری اهل ایالات متحده آمریکا است.
او در فیلم دلمه‌شده بازی کرده است.